# Pattinaggio di figura ai XXIII Giochi olimpici invernali - Pattinaggio di figura a coppie
Le gare di pattinaggio di figura a coppie dei XXIII Giochi olimpici invernali si sono svolte dal 14 (programma corto) al 15 (programma libero) febbraio 2018 presso l'arena del ghiaccio di Gangneung, a Gangneung.

## Programma
Gli orari sono in UTC+9.
| Giorno      | Ora   | Evento           |
| ----------- | ----- | ---------------- |
| 14 febbraio | 10:00 | Programma corto  |
| 15 febbraio | 10:30 | Programma libero |

## Record
I nuovi campioni olimpici Aljona Savchenko e Bruno Massot, con il punteggio 159.31 ottenuto nel programma libero, hanno stabilito il nuovo record mondiale superando il loro precedente primato che era di 157.25 punti.
| Data             | Record           | Atleti                          | Nazione  | Punti  | Note  |
| ---------------- | ---------------- | ------------------------------- | -------- | ------ | ----- |
| 15 febbraio 2018 | Programma libero | Aljona Savchenko / Bruno Massot | Germania | 159.31 | [ 1 ] |

## Risultati

### Programma corto
| Pos.                                           | Atleta                                     | Nazione                      | TSS   | TES   | PCS   | SS   | TR   | PE   | CH   | IN   | Ded  | StN |
| ---------------------------------------------- | ------------------------------------------ | ---------------------------- | ----- | ----- | ----- | ---- | ---- | ---- | ---- | ---- | ---- | --- |
| 1                                              | Sui Wenjing / Han Cong                     | Cina                         | 82.39 | 44.49 | 37.90 | 9.36 | 9.32 | 9.61 | 9.50 | 9.57 | 0.00 | 17  |
| 2                                              | Evgenija Tarasova / Vladimir Morozov       | Atleti Olimpici dalla Russia | 81.68 | 43.97 | 37.71 | 9.46 | 9.25 | 9.54 | 9.50 | 9.39 | 0.00 | 22  |
| 3                                              | Meagan Duhamel / Eric Radford              | Canada                       | 76.82 | 41.26 | 35.56 | 8.89 | 8.64 | 8.89 | 9.00 | 9.04 | 0.00 | 19  |
| 4                                              | Aljona Savchenko / Bruno Massot            | Germania                     | 76.59 | 39.16 | 37.43 | 9.29 | 9.18 | 9.32 | 9.46 | 9.54 | 0.00 | 21  |
| 5                                              | Yu Xiaoyu / Zhang Hao                      | Cina                         | 75.58 | 42.10 | 33.48 | 8.39 | 8.29 | 8.46 | 8.50 | 8.21 | 0.00 | 12  |
| 6                                              | Vanessa James / Morgan Ciprès              | Francia                      | 75.34 | 40.67 | 34.67 | 8.64 | 8.43 | 8.89 | 8.68 | 8.71 | 0.00 | 15  |
| 7                                              | Valentina Marchei / Ondřej Hotárek         | Italia                       | 74.50 | 40.36 | 34.14 | 8.32 | 8.29 | 8.68 | 8.68 | 8.71 | 0.00 | 18  |
| 8                                              | Natal'ja Zabijako / Aleksandr Ėnbert       | Atleti Olimpici dalla Russia | 74.35 | 40.13 | 34.22 | 8.68 | 8.25 | 8.64 | 8.57 | 8.64 | 0.00 | 20  |
| 9                                              | Nicole Della Monica / Matteo Guarise       | Italia                       | 74.00 | 40.41 | 33.59 | 8.43 | 8.25 | 8.46 | 8.46 | 8.39 | 0.00 | 16  |
| 10                                             | Kristina Astachova / Aleksej Rogonov       | Atleti Olimpici dalla Russia | 70.52 | 38.93 | 31.59 | 7.89 | 7.71 | 8.00 | 7.96 | 7.93 | 0.00 | 7   |
| 11                                             | Ryom Tae-ok / Kim Ju-sik                   | Corea del Nord               | 69.40 | 38.79 | 30.61 | 7.61 | 7.36 | 7.86 | 7.71 | 7.71 | 0.00 | 10  |
| 12                                             | Julianne Séguin / Charlie Bilodeau         | Canada                       | 67.52 | 35.63 | 31.89 | 7.96 | 7.79 | 8.04 | 8.04 | 8.04 | 0.00 | 14  |
| 13                                             | Kirsten Moore-Towers / Michael Marinaro    | Canada                       | 65.68 | 34.46 | 31.22 | 7.89 | 7.64 | 7.68 | 7.96 | 7.86 | 0.00 | 11  |
| 14                                             | Alexa Scimeca Knierim / Chris Knierim      | Stati Uniti                  | 65.55 | 34.18 | 31.37 | 7.96 | 7.54 | 7.82 | 7.89 | 8.00 | 0.00 | 13  |
| 15                                             | Anna Dušková / Martin Bidař                | Rep. Ceca                    | 63.25 | 34.62 | 28.63 | 7.18 | 7.04 | 7.11 | 7.29 | 7.18 | 0.00 | 6   |
| 16                                             | Annika Hocke / Ruben Blommaert             | Germania                     | 63.04 | 34.61 | 28.43 | 7.11 | 6.96 | 7.18 | 7.11 | 7.18 | 0.00 | 8   |
| Coppie non qualificate per il programma libero |                                            |                              |       |       |       |      |      |      |      |      |      |     |
| 17                                             | Peng Cheng / Jin Yang                      | Cina                         | 62.61 | 33.50 | 30.11 | 7.64 | 7.46 | 7.50 | 7.61 | 7.43 | 1.00 | 9   |
| 18                                             | Ekaterina Alexandrovskaya / Harley Windsor | Australia                    | 61.55 | 34.70 | 26.85 | 7.00 | 6.64 | 6.75 | 6.71 | 6.46 | 0.00 | 2   |
| 19                                             | Paige Conners / Evgeni Krasnopolski        | Israele                      | 60.35 | 34.26 | 26.09 | 6.54 | 6.32 | 6.68 | 6.57 | 6.50 | 0.00 | 4   |
| 20                                             | Miriam Ziegler / Severin Kiefer            | Austria                      | 58.80 | 31.71 | 28.09 | 7.07 | 6.93 | 6.96 | 7.07 | 7.07 | 1.00 | 5   |
| 21                                             | Miu Suzaki / Ryūichi Kihara                | Giappone                     | 57.74 | 32.89 | 24.85 | 6.39 | 5.96 | 6.29 | 6.25 | 6.18 | 0.00 | 3   |
| 22                                             | Kim Kyu-eun / Alex Kang-chan Kam           | Corea del Sud                | 42.93 | 21.04 | 22.89 | 6.04 | 5.54 | 5.57 | 5.79 | 5.68 | 1.00 | 1   |

### Programma libero
| Pos. | Atleta                                  | Nazione                      | TSS    | TES   | PCS   | SS   | TR   | PE   | CH   | IN   | Ded  | StN |
| ---- | --------------------------------------- | ---------------------------- | ------ | ----- | ----- | ---- | ---- | ---- | ---- | ---- | ---- | --- |
| 1    | Aljona Savchenko / Bruno Massot         | Germania                     | 159.31 | 82.07 | 77.24 | 9.57 | 9.46 | 9.82 | 9.64 | 9.79 | 0.00 | 13  |
| 2    | Meagan Duhamel / Eric Radford           | Canada                       | 153.33 | 79.86 | 73.47 | 9.21 | 9.04 | 9.32 | 9.21 | 9.14 | 0.00 | 14  |
| 3    | Sui Wenjing / Han Cong                  | Cina                         | 153.08 | 76.29 | 76.79 | 9.57 | 9.46 | 9.54 | 9.71 | 9.71 | 0.00 | 15  |
| 4    | Evgenija Tarasova / Vladimir Morozov    | Atleti Olimpici dalla Russia | 143.25 | 70.08 | 74.17 | 9.54 | 9.18 | 9.14 | 9.32 | 9.18 | 1.00 | 16  |
| 5    | Vanessa James / Morgan Ciprès           | Francia                      | 143.19 | 71.59 | 71.60 | 8.96 | 8.82 | 8.93 | 9.04 | 9.00 | 0.00 | 11  |
| 6    | Valentina Marchei / Ondřej Hotárek      | Italia                       | 142.09 | 73.94 | 68.15 | 8.39 | 8.32 | 8.64 | 8.57 | 8.68 | 0.00 | 9   |
| 7    | Natal'ja Zabijako / Aleksandr Ėnbert    | Atleti Olimpici dalla Russia | 138.53 | 70.36 | 68.17 | 8.54 | 8.25 | 8.57 | 8.61 | 8.64 | 0.00 | 10  |
| 8    | Julianne Séguin / Charlie Bilodeau      | Canada                       | 136.50 | 71.28 | 65.22 | 8.11 | 7.93 | 8.25 | 8.18 | 8.29 | 0.00 | 5   |
| 9    | Kirsten Moore-Towers / Michael Marinaro | Canada                       | 132.43 | 70.42 | 62.01 | 7.82 | 7.50 | 7.86 | 7.79 | 7.79 | 0.00 | 1   |
| 10   | Nicole Della Monica / Matteo Guarise    | Italia                       | 128.74 | 64.60 | 65.14 | 8.18 | 8.00 | 8.07 | 8.25 | 8.21 | 1.00 | 7   |
| 11   | Yu Xiaoyu / Zhang Hao                   | Cina                         | 128.52 | 62.98 | 67.54 | 8.68 | 8.43 | 8.21 | 8.57 | 8.32 | 2.00 | 12  |
| 12   | Ryom Tae-ok / Kim Ju-sik                | Corea del Nord               | 124.23 | 63.65 | 60.58 | 7.68 | 7.29 | 7.71 | 7.61 | 7.57 | 0.00 | 6   |
| 13   | Kristina Astachova / Aleksej Rogonov    | Atleti Olimpici dalla Russia | 123.93 | 62.17 | 63.76 | 8.04 | 7.82 | 7.71 | 8.21 | 8.07 | 2.00 | 8   |
| 14   | Anna Dušková / Martin Bidař             | Rep. Ceca                    | 123.08 | 64.34 | 58.74 | 7.43 | 7.39 | 7.21 | 7.36 | 7.32 | 0.00 | 3   |
| 15   | Alexa Scimeca Knierim / Chris Knierim   | Stati Uniti                  | 120.27 | 60.57 | 60.70 | 7.68 | 7.54 | 7.43 | 7.75 | 7.54 | 1.00 | 2   |
| 16   | Annika Hocke / Ruben Blommaert          | Germania                     | 108.94 | 53.79 | 55.15 | 6.93 | 6.82 | 6.79 | 7.00 | 6.93 | 0.00 | 4   |

### Classifica finale
| Pos.                              | Pattinatrice              | Pattinatore         | Nazione                      | Punti totali | PC | PC    | PL | PL     |
| --------------------------------- | ------------------------- | ------------------- | ---------------------------- | ------------ | -- | ----- | -- | ------ |
| Oro                               | Aljona Savchenko          | Bruno Massot        | Germania                     | 235.90       | 4  | 76.59 | 1  | 159.31 |
| Argento                           | Sui Wenjing               | Han Cong            | Cina                         | 235.47       | 1  | 82.39 | 3  | 153.08 |
| Bronzo                            | Meagan Duhamel            | Eric Radford        | Canada                       | 230.15       | 3  | 76.82 | 2  | 153.33 |
| 4                                 | Evgenija Tarasova         | Vladimir Morozov    | Atleti Olimpici dalla Russia | 224.93       | 2  | 81.68 | 4  | 143.25 |
| 5                                 | Vanessa James             | Morgan Ciprès       | Francia                      | 218.53       | 6  | 75.34 | 5  | 143.19 |
| 6                                 | Valentina Marchei         | Ondřej Hotárek      | Italia                       | 216.59       | 7  | 74.50 | 6  | 142.09 |
| 7                                 | Natal'ja Zabijako         | Aleksandr Ėnbert    | Atleti Olimpici dalla Russia | 212.88       | 8  | 74.35 | 7  | 138.53 |
| 8                                 | Yu Xiaoyu                 | Zhang Hao           | Cina                         | 204.10       | 5  | 75.58 | 11 | 128.52 |
| 9                                 | Julianne Séguin           | Charlie Bilodeau    | Canada                       | 204.02       | 12 | 67.52 | 8  | 136.50 |
| 10                                | Nicole Della Monica       | Matteo Guarise      | Italia                       | 202.74       | 9  | 74.00 | 10 | 128.74 |
| 11                                | Kirsten Moore-Towers      | Michael Marinaro    | Canada                       | 198.11       | 13 | 65.68 | 9  | 132.43 |
| 12                                | Kristina Astachova        | Aleksej Rogonov     | Atleti Olimpici dalla Russia | 194.45       | 10 | 70.52 | 13 | 123.93 |
| 13                                | Ryom Tae-ok               | Kim Ju-sik          | Corea del Nord               | 193.63       | 11 | 69.40 | 12 | 124.23 |
| 14                                | Anna Dušková              | Martin Bidař        | Rep. Ceca                    | 186.33       | 15 | 63.25 | 14 | 123.08 |
| 15                                | Alexa Scimeca Knierim     | Chris Knierim       | Stati Uniti                  | 185.82       | 14 | 65.55 | 15 | 120.27 |
| 16                                | Annika Hocke              | Ruben Blommaert     | Germania                     | 171.98       | 16 | 63.04 | 16 | 108.94 |
| Eliminati dopo il programma corto |                           |                     |                              |              |    |       |    |        |
| 17                                | Peng Cheng                | Jin Yang            | Cina                         |              | 17 | 62.61 |    |        |
| 18                                | Ekaterina Alexandrovskaya | Harley Windsor      | Australia                    |              | 18 | 61.55 |    |        |
| 19                                | Paige Conners             | Evgeni Krasnopolski | Israele                      |              | 19 | 60.35 |    |        |
| 20                                | Miriam Ziegler            | Severin Kiefer      | Austria                      |              | 20 | 58.80 |    |        |
| 21                                | Miu Suzaki                | Ryūichi Kihara      | Giappone                     |              | 21 | 57.74 |    |        |
| 22                                | Kim Kyu-eun               | Alex Kang-chan Kam  | Corea del Sud                |              | 22 | 42.93 |    |        |